# Re supremi d'Irlanda
I re supremi d'Irlanda (in irlandese Ard-Ríthe na hÉireann) sono una costruzione storica con cui si tentò di proiettare in un passato orale lontano un'entità sociale che divenne realtà solo nel IX secolo d.C. La tradizionale lista dei re supremi irlandesi è un mix di realtà, leggende e tradizioni orali: tutto ciò che precede il V secolo è generalmente considerato tradizione celtica mentre sembra non esistere alcuna traccia dei titoli dati ai singoli personaggi prima del IX secolo. Con le invasioni di vichinghi e normanni la tradizione gaelica subì forti influenze a tal punto che per arrivare al trono non si guardava se l'alleato era un mercenario.
I re successivi vennero visti come sovrani irlandesi con opposizione, riferendosi in questo modo all'instabilità del potere regale di Tara dalla morte di Mael Sechnaill II nel 1022, l'ultimo re degli Uí Néill, che era stato riportato sul trono dopo la morte di Brian Boru nel 1014, che si era impossessato del trono nel 1002. L'esempio di Brian fu seguito da numerose famiglie nel secolo successivo al 1022, una pratica a cui fu effettivamente posto fine dalla quasi-conquista normanna dell'Irlanda nel 1171.

## Re nelBaile Chuind
Nel Baile Chuinn Cétchathaigh (La frenesia di Conn delle Cento battaglie), databile attorno al 700, è contenuta una lista dei re di Tara un po' diversa da quella degli Annali dei quattro maestri di un millennio dopo. Si è pensato che gli ultimi quattro sovrani menzionati siano inventati, datando la lista al tempo del re supremo Fínsnechta Fledach. Un certo numero di sovrani non è identificato, mentre altri sono apparentemente collocati fuori posto.
| Nome                                   | Identità presunta                                                        | Note |
| -------------------------------------- | ------------------------------------------------------------------------ | --- |
| Non nominato                           | Conn Cétchathach                                                         | La lista dà il resoconto della visione dei re avuta da Conn                                                       |
| Art                                    | Art mac Cuinn                                                            | |
| Mac Con moccu Lugde Loígde             | Lugaid mac Con                                                           | |
| Corbmac                                | Cormac mac Airt                                                          | |
| Corpre                                 | Cairbre Lifechair                                                        | |
| Fiechri                                |                                                                          | |
| Dáire Drechlethan                      |                                                                          | |
| Fécho                                  |                                                                          | |
| Muiredach Tirech                       | Muiredach Tírech                                                         | |
| Crimthand                              | Crimthann mac Fidaig                                                     | |
| Níell                                  | Niall Noigíallach                                                        | |
| Loígaire                               | Lóegaire mac Néill                                                       | |
| Corpri                                 | Coirpre mac Néill                                                        | morto attorno al 463                                                                                              |
| Ailill                                 | Ailill Molt                                                              | morto attorno al 482                                                                                              |
| Lugid                                  | Lughaid mac Loeguire                                                     | morto attorno al 507                                                                                              |
| Mac Ercéni                             | Muirchertach mac Ercae                                                   | morto attorno al 536                                                                                              |
| Óengarb                                | Túathal Máelgarb                                                         | morto attorno al 544                                                                                              |
| Aíd                                    | forse Áed mac Ainmuirech                                                 | morto attorno al 598 e apparentemente fuori posto                                                                 |
| Aíd Olláin                             | forse Aedh Uairidhnach (Áed Allán mac Domnaill)                          | morto nel 612 e apparentemente fuori posto                                                                        |
| Diermait                               | Diarmait mac Cerbaill                                                    | morto attorno al 565                                                                                              |
| Feáchno                                | Fiachnae mac Báetáin o forse Fiachnae mac Feradaig, padre di Suibne Menn | Fiachnae mac Báetáin morto attorno al 626                                                                         |
| Suibne                                 | Suibne Menn                                                              | morto attorno al 628                                                                                              |
| Domnall                                | Domnall mac Áedo                                                         | morto attorno al 642                                                                                              |
| Blathmac e Diarmaid (nipote del primo) | Blathmac mac Áedo Sláine e Diarmait mac Áedo Sláine                      | entrambi morti attorno al 665                                                                                     |
| Snechta Fína                           | Fínsnechta Fledach                                                       | morto attorno al 695, la lista fu compilata nel corso del suo regno; quattro sovrani inventati seguono Finsnechta |

## Liste sintetiche
| Sovrani supremi d'Irlanda, 1934 a.C.-1186 d.C. | AFM                         | FFE                     |
| --- | --------------------------- | ----------------------- |
| AFM: cronologia dagli Annali dei Quattro Maestri. FFE: cronologia basata sulle lunghezze dei regni date dal Forus Feasa ar Erinn di Seathrún Céitinn. Entrambi furono compilati attorno al 1634 più o meno usando le stesse fonti. La cronologia di Cétinn è considerevolmente più corta di quella degli Annali. |                             |                         |
| Fir Bolg Sovrani supremi | 1934-1897 a.C.              | 1514-1477 a.C.          |
| Sláine | 1934-1933 a.C.              | 1514 -1513 a.C.         |
| Rudraige | 1933-1931 a.C.              | 1513-1511 a.C.          |
| Gann and Genann | 1931-1927 a.C.              | 1511-1507 a.C.          |
| Sengann | 1927-1922 a.C.              | 1507-1502 a.C.          |
| Fiacha Cennfinnán | 1922-1917 a.C.              | 1502-1497 a.C.          |
| Rinnal | 1917-1911 a.C.              | 1497-1491 a.C.          |
| Fodbgen | 1911-1907 a.C.              | 1491-1487 a.C.          |
| Eochaid mac Eirc | 1907-1897 a.C.              | 1487-1477 a.C.          |
| Túatha Dé Danann Sovrani supremi | 1897-1700 a.C.              | 1477-1287 a.C.          |
| Molti se non tutti questi sovrani sono, in origine, antichi dèi irlandesi |                             |                         |
| Bres | 1897-1890 a.C.              | 1477-1470 a.C.          |
| Nuada | 1890-1870 a.C.              | 1470-1447 a.C.          |
| Lugh | 1870-1830 a.C.              | 1447-1407 a.C.          |
| Eochaid Ollathair | 1830-1750 a.C.              | 1407-1337 a.C.          |
| Delbáeth | 1750-1740 a.C.              | 1337-1327 a.C.          |
| Fiacha | 1740-1730 a.C.              | 1327-1317 a.C.          |
| Mac Cuill, Mac Cecht e Mac Gréine | 1730-1700 a.C.              | 1317-1287 a.C.          |
| Sovrani supremi milesi | 1700 a.C.-76 d.C.           | 1287 a.C. - 80 d.C.     |
| Éber Finn ed Eremon | 1700 a.C.                   | 1287-1286 a.C.          |
| Eremon | 1700-1684 a.C.              | 1286-1272 a.C.          |
| Muimne, Luigne e Laigne | 1684-1681 a.C.              | 1272-1269 a.C.          |
| Ér, Orba, Ferón e Fergna | 1681 a.C.                   | 1269 a.C.               |
| Íriel Fáid | 1681-1671 a.C.              | 1269-1259 a.C.          |
| Ethriel | 1671-1651 a.C.              | 1259-1239 a.C.          |
| Conmáel | 1651-1621 a.C.              | 1239-1209 a.C.          |
| Tigernmas | 1621-1544 a.C.              | 1209-1159 a.C.          |
| | interregno 1544-1537 a.C.   |                         |
| Eochaid Étgudach | 1537-1533 a.C.              | 1159 -1155 a.C.         |
| Cermna Finn e Sobairce | 1533-1493 a.C.              | 1155-1115 a.C.          |
| Eochaid Faebar Glas | 1493-1473 a.C.              | 1115-1095 a.C.          |
| Fiacha Labhrainne | 1473-1449 a.C.              | 1095-1071 a.C.          |
| Eochaid Mumho | 1449-1428 a.C.              | 1071-1050 a.C.          |
| Aengus Olmucada | 1428-1410 a.C.              | 1050-1032 a.C.          |
| Enna Airgtheach | 1410-1383 a.C.              | 1032-1005 a.C.          |
| Roitheachtaigh I | 1383-1358 a.C.              | 1005-980 a.C.           |
| Sedna I | 1358-1353 a.C.              | 980-975 a.C.            |
| Fiacha Finscothach | 1353-1333 a.C.              | 975-955 a.C.            |
| Muineamhón | 1333-1328 a.C.              | 955-950 a.C.            |
| Faildeargdoid | 1328-1318 a.C.              | 950-943 a.C.            |
| Ollamh Fodhla | 1318-1278 a.C.              | 943-913 a.C.            |
| Fínnachta | 1278-1258 a.C.              | 913-895 a.C.            |
| Slánoll | 1257-1241 a.C.              | 895-880 a.C.            |
| Gedhe Ollghothach | 1241-1231 a.C.              | 880-863 a.C.            |
| Fíachu Findoilches | 1231-1209 a.C.              | 863-833 a.C.            |
| Berngal | 1209-1197 a.C.              | 833-831 a.C.            |
| Ailill mac Slánuill | 1197-1181 a.C.              | 831-815 a.C.            |
| Sírna | 1181-1031 a.C.              | 814 a.C.-794 a.C.       |
| Rothechtaid II | 1031-1024 a.C.              | 794-787 a.C.            |
| Elim Olfínechta | 1024-1023 a.C.              | 787-786 a.C.            |
| Gíallchad | 1023-1014 a.C.              | 786-777 a.C.            |
| Art Imleach | 1014-1002 a.C.              | 777-755 a.C.            |
| Nuadat Finnfail | 1002-962 a.C.               | 755-735 a.C.            |
| Breisrigh | 962-953 a.C.                | 735-726 a.C.            |
| Eochaid Apthach | 953-952 a.C.                | 726-725 a.C.            |
| Fionn mac Brátha | 952-930 a.C.                | 725-705 a.C.            |
| Sedna II | 930-910 a.C.                | 705-685 a.C.            |
| Siomón Brecc | 910-904 a.C.                | 685-679 a.C.            |
| Dui Finn | 904-894 a.C.                | 679-674 a.C.            |
| Muiredach Bolgrach | 894-893 a.C.                | 674-670 a.C.            |
| Énna Derg | 893-881 a.C.                | 670-658 a.C.            |
| Lugaid Iardonn | 881-872 a.C.                | 658-649 a.C.            |
| Sirlám | 872-856 a.C.                | 649-633 a.C.            |
| Eochaid Uaircheas | 856-844 a.C.                | 633-621 a.C.            |
| Eochaid Fiadmuine e Conaing Begeaglach | 844-839 a.C.                | 621-616 a.C.            |
| Lugaid Lámdearg | 839-832 a.C.                | 616-609 a.C.            |
| Conaing Begeaglach (rimesso sul trono) | 832-812 a.C.                | 609-599 a.C.            |
| Art mac Lugdach | 812-806 a.C.                | 599-593 a.C.            |
| Fiacha Tolgrach | 806-796 a.C.                | 593-586 a.C.            |
| Ailill Finn | 796-785 a.C.                | 586-577 a.C.            |
| Eochaid mac Ailella | 785-778 a.C.                | 577-570 a.C.            |
| Airgetmar | 778-748 a.C.                | 570-547 a.C.            |
| Dui Ladrach | 748-738 a.C.                | 547-537 a.C.            |
| Lugaid Laigde | 738-731 a.C.                | 537-530 a.C.            |
| Áed Ruad | 731-724 a.C.                | 530-509 a.C.            |
| Díthorba | 724-717 a.C.                | 509-488 a.C.            |
| Cimbáeth | 717-710 a.C.                | 488-468 a.C.            |
| Áed Ruad (2º tempo) | 710-703 a.C.                |                         |
| Díthorba (2º tempo) | 703-696 a.C.                |                         |
| Cimbáeth (2º tempo) | 696-689 a.C.                |                         |
| Áed Ruad (3º tempo) | 689-682 a.C.                |                         |
| Díthorba (3º tempo) | 682-675 a.C.                |                         |
| Cimbáeth (3º tempo) | 675-668 a.C.                |                         |
| Cimbáeth e regina Macha | 668-661 a.C.                |                         |
| Regina Macha | 661-654 a.C.                | 468-461 a.C.            |
| Rechtaid Rígderg | 654-634 a.C.                | 461-441 a.C.            |
| Úgaine Mor | 634-594 a.C.                | 441-411 a.C.            |
| Badbchaid | 594 a.C.                    | 411 a.C.                |
| Lóegaire Lorc | 594-592 a.C.                | 411-409 a.C.            |
| Cobthach Cóel Breg | 592-542 a.C.                | 409-379 a.C.            |
| Labraid Loingsech | 542-523 a.C.                | 379-369 a.C.            |
| Meilge Molbthach | 523-506 a.C.                | 369-362 a.C.            |
| Mog Corb | 506-499 a.C.                | 362-355 a.C.            |
| Aengus Ollamh | 499-481 a.C.                | 355-337 a.C.            |
| Irereo | 481-474 a.C.                | 337-330 a.C.            |
| Fer Corb | 474-463 a.C.                | 330-319 a.C.            |
| Connla Cáem | 463-443 a.C.                | 319-315 a.C.            |
| Ailill Caisfhiaclach | 443-418 a.C.                | 315-290 a.C.            |
| Adamair | 418-414 a.C.                | 290-285 a.C.            |
| Eochaid Ailtleathan | 414-396 a.C.                | 285-274 a.C.            |
| Fergus Fortamail | 396-385 a.C.                | 274-262 a.C.            |
| Aengus Tuirmech Temrach | 385-326 a.C.                | 262-232 a.C.            |
| Conall Collamrach | 326-320 a.C.                | 232-226 a.C.            |
| Nia Segamain | 320-313 a.C.                | 226-219 a.C.            |
| Enna Aignech | 313-293 a.C.                | 219-191 a.C.            |
| Crimthann Coscrach | 293-289 a.C.                | 191-184 a.C.            |
| Rudraige (3) | 289-219 a.C.                | 184-154 a.C.            |
| Innatmar | 219-210 a.C.                | 154-151 a.C.            |
| Breasal Boidhiobhadh | 210-199 a.C.                | 151-140 a.C.            |
| Lugaid Luaigne | 199-184 a.C.                | 140-135 a.C.            |
| Congal Clairinech | 184-169 a.C.                | 135-120 a.C.            |
| Duach Dallta Dedad | 169-159 a.C.                | 120-110 a.C.            |
| Fachtna Fáthach | 159-143 a.C.                | 110-94 a.C.             |
| Eochaid Feidlech (padre della regina Medb) | 143-131 a.C.                | 94-82 a.C.              |
| Eochaid Airem | 131-116 a.C.                | 82-70 a.C.              |
| Ederscel | 116-111 a.C.                | 70-64 a.C.              |
| Nuada Necht | 111-110 a.C.                | 64-63 a.C.              |
| Conaire Mor | 110-40 a.C.                 | 63-33 a.C.              |
| | interregno 40-33 a.C.       |                         |
| Lugaid Riab nDerg | 33-9 a.C.                   | 33-13 a.C.              |
| Conchobar Abradruad | 9-8 a.C.                    | 13-12 a.C.              |
| Crimthann Nia Náir | 8 a.C. - 9 d.C.             | 12 a.C. - 5 d.C.        |
| | Cairbre Cinnchait 9-14 d.C. |                         |
| Feradach Finnfechtnach | 14-36                       | 5-25                    |
| Fiatach Finn | 36-39                       | 25-28                   |
| Fiacha Finnfolaidh | 39-56                       | 28-55                   |
| |                             | Cairbre Cinnchait 55-60 |
| Éllim | 56-76                       | 60-80                   |

| Sovrani supremi                       | 76-458  | 80-448                                                                 |
| ------------------------------------- | ------- | ---------------------------------------------------------------------- |
| Tuathal Teachtmhar                    | 76-106  | 80-100                                                                 |
| Mal                                   | 106-110 | 100-104                                                                |
| Fedlimid Rechtmar                     | 110-119 | 104-113                                                                |
| Cathair Mor                           | 119-122 | 113-116                                                                |
| Conn Cétchathach                      | 122-157 | 116-136                                                                |
| Conaire                               | 157-165 | 136-143                                                                |
| Art mac Cuinn                         | 165-195 | 143-173                                                                |
| Lugaid mac Con                        | 195-225 | 173-203                                                                |
| Fergus Dubdétach                      | 225-226 | 203-204                                                                |
| Cormac mac Airt                       | 226-266 | 204-244                                                                |
| Eochaid Gonnat                        | 266-267 | 244-245                                                                |
| Cairbre Lifechair                     | 267-284 | 245-272                                                                |
| Fothad Cairpthech ed Fothad Airgthech | 284-285 | 272-273                                                                |
| Fiacha Sraibhtine                     | 285-322 | 273-306                                                                |
| Tre Collas                            | 322-326 | 306-310                                                                |
| Muiredach Tirech                      | 326-356 | 310-343                                                                |
| Cáelbad                               | 356-357 | 343-344                                                                |
| Eochaid Mugmedon                      | 357-365 | 344-351                                                                |
| Crimthann mac Fidaig                  | 365-376 | 351-368                                                                |
| Niall Noigiallach                     | 376-405 | 368-395 (è probabile che le date tradizionali siano troppo anticipate) |
| Dathí                                 | 405-428 | 395-418 (potrebbe non aver regnato a Tara)                             |
| Lóegaire mac Néill                    | 428-458 | 418-448                                                                |

| Sovrani supremi d'Irlanda  | 459-833 |
| -------------------------- | ------- |
| Ailill Molt                | 459-478 |
| Lughaid mac Loeguire       | 479-503 |
| Muircheartach mac Ercae    | 504-527 |
| Túathal Máelgarb           | 528-538 |
| Diarmait mac Cerbaill      | 539-558 |
| Domhnall e Fearghus        | 559-561 |
| Eochaid e Baedan           | 562-563 |
| Ainmire mac Sétnai         | 564-566 |
| Báetan mac Ninneda         | 567     |
| Áed mac Ainmuirech         | 568-594 |
| Áed Sláine e Colmán Rímid  | 595-600 |
| Aedh Uairidhnach           | 601-607 |
| Máel Coba mac Áedo         | 608-615 |
| Suibne Menn                | 616-623 |
| Domnall mac Áedo           | 624-639 |
| Cellach e Conall Cáel      | 640-656 |
| Diarmaid e Blathmac        | 657-664 |
| Seachnasach                | 665-669 |
| Ceannfaeladh               | 670-673 |
| Fínsnechta Fledach         | 674-693 |
| Loingsech mac Óengusso     | 694-701 |
| Congal Cennmagair          | 702-708 |
| Fergal mac Máele Dúin      | 709-718 |
| Fógartach                  | 719     |
| Cináed mac Írgalaig        | 720-722 |
| Flaithbertach mac Loingsig | 723-729 |
| Áed Allán                  | 730-738 |
| Domnall Midi               | 739-758 |
| Niall Frossach             | 759-765 |
| Donnchad Midi mac Domnaill | 766-792 |
| Áed Oirdnide mac Néill     | 793-817 |
| Conchobar mac Donnchada    | 819-833 |

| Sovrani d'Irlanda | 833/836-1541                |
| --- | --------------------------- |
| Niall Caille mac Áeda 833-846 (secondo www.thepeerage.com) o Feidlimid mac Cremthanin (secondo gli Annali di Inisfallen) | 833-846 836-841             |
| Máel Sechnaill mac Maíl Ruanaid                                                                                          | 846-860                     |
| Aed Finliath | 861-876                     |
| Flann Sinna | 877-914                     |
| Niall Glúndub | 915-917                     |
| Donnchad Donn | 918-942                     |
| Congalach Cnogba | 943-954                     |
| Domnall ua Néill | 955-978                     |
| Máel Sechnaill mac Domnaill                                                                                              | 979-1002                    |
| Brian Bóruma mac Cennétig                                                                                                | 1002-1014                   |
| Máel Sechnaill mac Domnaill (rimesso sul trono)                                                                          | 1014-1022                   |
| Corcran Claireach e Conn Ó Lochlain                                                                                      | 1022-1024                   |
| Donnchad mac Briain | 1024-1064 (con opposizione) |
| Toirdhealbhach Ua Briain                                                                                                 | 1055-1086 (con opposizione) |
| Diarmait mac Máel na mBó                                                                                                 | 1067-1072 (con opposizione) |
| Domhnall MacLochlainn | 1083-1121 (con opposizione) |
| Muircheartach Ua Briain                                                                                                  | 1101-1119 (con opposizione) |
| Toirdhealbhach Ua Conchobhair                                                                                            | 1119-1156                   |
| Muirchertach MacLochlainn                                                                                                | 1156-1166                   |
| Ruaidri mac Tairrdelbach Ua Conchobair                                                                                   | 1166-1186                   |
| Interregno | 1186-1258                   |
| Brian Ua Neill | 1258-1260                   |
| Interregno | 1260-1315                   |
| Edubard a Briuis | 1315-1318                   |
| Interregno | 1318-1541                   |